# بیل پلیمپتون
بیل پلیمپتون (انگلیسی: Bill Plympton؛ زادهٔ ۳۰ آوریل ۱۹۴۶) یک کارگردان اهل ایالات متحده آمریکا است.